# Platysenta purpurea
Platysenta purpurea är en fjärilsart som beskrevs av Druce 1908. Platysenta purpurea ingår i släktet Platysenta och familjen nattflyn. Inga underarter finns listade i Catalogue of Life.